# サッカーマドリード州代表
サッカーマドリード州代表（サッカーマドリードしゅうだいひょう、スペイン語: Selección de fútbol de la Comunidad de Madrid）は、スペイン・マドリード州におけるサッカーの選抜チーム。スペインの一地方の選抜チームであり、欧州サッカー連盟(UEFA)や国際サッカー連盟(FIFA)に加盟していないため、UEFA欧州選手権やFIFAワールドカップなどの国際大会への出場資格はない。
代表チームは1915年に結成され（当時はサッカー中央地方代表という名称だった）、カタルーニャ（1915年5月10日。1-2で敗北），ノルテ選抜（1915年5月14日。1-1で引き分け。ノルテ選抜は1922年に自然消滅）と試合をした記録が残っている。スペイン内戦やフランシスコ・フランコによる独裁などの影響で、長い間試合が行われてこなかった。2013年になって、アトレティコ・マドリード等で長く指揮を執ってきたルイス・アラゴネスが監督に就任し、代表チームが復活した（しかし当時74歳だったアラゴネスは、翌2014年2月1日に死去した）。
アトレティコ・マドリードやレアル・マドリードとは、何ら関係ない。ただし、両チームから代表が選出された例はある。

## 代表選手
2013年6月7日、アンダルシア州戦に選出されたメンバー。年齢は当時の年齢。
| No. | Pos. | 選手名                         | 原語表記       | 生年月日（年齢）       | 出場数 | 在籍クラブ                         |
| --- | ---- | ------------------------------ | -------------- | ---------------------- | ------ | ---------------------------------- |
|     | GK   | David Cobeño                   | {{{原語表記}}} | 1985年1月9日（28歳）   |        | アトレティコ・マドリード           |
|     | GK   | リカルド・ロペス・フェリペ     | {{{原語表記}}} | 1971年12月30日（41歳） |        | CAオサスナ                         |
|     | DF   | フアン・フランシスコ・トーレス | {{{原語表記}}} | 1982年4月6日（31歳）   |        | ラージョ・バジェカーノ             |
|     | DF   | Nacho                          | {{{原語表記}}} | 1989年3月7日（24歳）   |        | ラージョ・バジェカーノ             |
|     | DF   | Tito                           | {{{原語表記}}} | 1985年7月11日（27歳）  |        | ラージョ・バジェカーノ             |
|     | DF   | Alejandro Arribas              | {{{原語表記}}} | 1989年5月1日（24歳）   |        | CAオサスナ                         |
|     | DF   | アルバロ・ドミンゲス           | {{{原語表記}}} | 1989年5月16日（24歳）  |        | ボルシア・メンヒェングラートバッハ |
|     | DF   | アントニオ・ロペス             | {{{原語表記}}} | 1981年9月13日（31歳）  |        | RCDマヨルカ                        |
|     | DF   | Antonio Amaya                  | {{{原語表記}}} | 1983年5月31日（30歳）  |        | レアル・ベティス                   |
|     | DF   | Diego Mainz                    | {{{原語表記}}} | 1982年12月29日（30歳） |        | グラナダCF                         |
|     | DF   | Antonio López Álvarez          | {{{原語表記}}} | 1980年5月12日（33歳）  |        | CF Fuenlabrada                     |
|     | MF   | アドリアン・ゴンサレス         | {{{原語表記}}} | 1988年5月25日（25歳）  |        | ラージョ・バジェカーノ             |
|     | MF   | ハビエル・カムーニャス         | {{{原語表記}}} | 1980年7月17日（32歳）  |        | デポルティーボ・ラ・コルーニャ     |
|     | MF   | Víctor Pérez Alonso            | {{{原語表記}}} | 1988年1月12日（25歳）  |        | レアル・バリャドリード             |
|     | MF   | José María Movilla             | {{{原語表記}}} | 1975年2月8日（38歳）   |        | レアル・サラゴサ                   |
|     | MF   | Julio Álvarez                  | {{{原語表記}}} | 1981年5月1日（32歳）   |        | CDヌマンシア                       |
|     | MF   | グティ                         | {{{原語表記}}} | 1976年10月31日（36歳） |        | 現役引退後の招集                   |
|     | MF   | Miguel Ángel Sánchez Muñoz     | {{{原語表記}}} | 1975年10月30日         |        | 現役引退後の招集                   |
|     | FW   | リキ                           | {{{原語表記}}} | 1980年8月11日（32歳）  |        | デポルティーボ・ラ・コルーニャ     |
|     | FW   | アルベルト・ブエノ             | {{{原語表記}}} | 1988年3月20日（25歳）  |        | ラージョ・バジェカーノ             |
|     | FW   | David Aganzo                   | {{{原語表記}}} | 1981年1月10日（32歳）  |        | アリス・テッサロニキ               |

## 歴代監督
- ルイス・アラゴネス（2013年）※2014年2月1日死去。